# Maurice Abeberry
Pour les articles homonymes, voir Famille Abeberry.
Maurice Abeberry (né à Biarritz en 1926 et mort au col de Zizkoitz, La Rhune, Ascain en 1988), est un docteur en droit, avocat, dirigeant sportif et mélomane.

## Biographie
Maurice Abeberry est l'un des cinq fils de Jean Abeberry, boulanger biarrot, catholique de droite et Croix-de-feu, originaire d’Arcangues et d'Ernestine Etcheverry, institutrice fille d'instituteur, native de Halsou.
Il présente et soutient à la faculté de droit de Bordeaux, le 29 juin 1951, une thèse de doctorat sous la direction de Maurice Duverger sur Le projet de Constitution du Maréchal Pétain.
Inscrit le 1er décembre 1949 à l'Ordre des avocats du Barreau de Bayonne, il sera l'un des rares avocats de son barreau, avec Maïté Maniort, à défendre les indépendantistes et les réfugiés basques dès les années 1970. Dans la nuit du 10 au 11 mars 1974, son automobile est incendiée par des inconnus,.
Vers 1965, avec René Delzangles, Paul Dutournier, André Iturralde, Maite Maniort, José Maria Muguruza, Carlos Santamaria et Pedro Turullols Aguirre, il participe à la création de la section "Pays basque" du Mouvement fédéraliste européen qui couvre les sept provinces basques et est présidée par Paul Legarralde.
Membre des Ballets basques de Biarritz Oldarra (chorale et troupe de ballet), il est le deuxième ténor de la chorale. Il présidera les Oldarra de 1952 à 1973, succédant ainsi à son frère Pierre qui en avait été lui-même le président après Félix Arosteguy.
Figure majeure du mouvement sportif, il fédèrera les énergies et les bonnes volontés au sein de la Fédération de pelote entouré notamment par André Dufau, Maite Elissalde, Max Duguet, Mattin Zubieta, Monique Dieudonné, Jean-Pierre Erviti, Guy Laporte, Dominique Boutineau…
Le professeur et académicien Jean Haritschelhar, le directeur depuis sa création de Pilota, la revue de la Fédération de pelote, écrira à sa mort : « Gauden gu eta goazen aintzina : Soyons nous-mêmes et allons de l'avant, telle est la devise qui semble résumer la pensée et l'action de Maurice Abeberry. Être soi-même c'est être basque, profondément basque ; aller de l'avant, c'est avoir le sens du présent et du futur, modeler le présent et inventer l'avenir sans jamais renier le passé. »

## La pelote basque et le sport français

### Parcours d'un dirigeant
Membre fondateur du Biarritz Athletic Club en octobre 1951 (quand son frère Pierre Abeberry, o.p., Charles Gienger, Jean Baptiste Etcheverry, Pierre Marmouyet, André Roux, Bernard Lefort, Raymond Lalanne, Fernand Pujol, Pierre Dubroca se réunissent sous l’impulsion d’Albert Abeberry, l'aîné de ses frères, et décident de constituer une société sportive omnisports orientée surtout vers le rugby à XIII,, la boxe et la pelote) et son président de 1954 à 1966, président de la Ligue de Pelote du Pays basque en 1968, il est le président de la Fédération française de pelote basque (FFPB) entre 1972 et 1988, où il succède à Pierre Darmendrail à l'unanimité, puis devient tant le vice-président de la fédération internationale de pelote basque avec le Président Jesus Fernandez Iriondo que l'un des administrateurs du Comité National Olympique et Sportif Français sous la houlette du Président Nelson Paillou.
Ses pairs du Comité olympique le désignent à la tête de la commission juridique qui accueillera les premières missions de conciliation issues de la loi sur le sport du 16 juillet 1984 dans les conflits nés à l'occasion d'une activité sportive, opposant les licenciés, les associations et sociétés sportives et les fédérations agréées. En 1987, paraît la Revue Juridique et Economique du Sport impulsée avec lui par les professeurs François Alaphilippe et Jean-Pierre Karaquillo fondateurs du Centre de droit et d'économie du sport de l'Université de Limoges.

### Distinctions
L’universalisme étant l'un des principes du sport, Maurice Abeberry est conscient que la revendication basque doit éviter l’écueil du repli basque où la pelote ne serait plus que le jeu d’un peuple pour un seul peuple et non le jeu d’un peuple pour tous les peuples : « Nous voulons affirmer que la pelote basque ne se réduit pas à une manifestation ethnique aussi estimable et précieuse soit-elle, mais qu'elle est accessible à tous, que sa vocation est universelle » (Maître Maurice Abeberry, Président de la F.F.P.B., L'Équipe, décembre 1982).
L'objectif qu'il définit pour l'avenir scolaire, professionnel et sportif des jeunes joueurs/joueuses de pelote est symbolisé par une fusée à trois étages : - à la base les sections sportives (secondaire), - les sections sport études (lycées), - le centre national, le haut niveau avec la création de la Direction technique nationale de pelote en août 1983.
Le jeudi 28 octobre 1982, à l'occasion des championnats du monde de Mexico, il reçoit en tant que président de la Fédération française de pelote basque un télégramme de félicitations de M. François Mitterrand, Président de la République : « Je tiens à féliciter très chaleureusement l'équipe de France de pelote basque pour ses remarquables succès aux championnats du monde de Mexico. Je vous prie de transmettre ces félicitations plus spécialement à MM. Inchauspe, Garat, Carricart, Etchegoin, Diribarne, Mutuberria, Lasarte, Garbisu et Michelena dont les médailles d'or ont particulièrement réjoui les Français ».
En 1986, il est désigné par Antenne 2 meilleur dirigeant sportif de l'Hexagone après les brillants résultats de la délégation française aux mondiaux de Vitoria-Gasteiz.

### L'hommage du président Paillou
Dans un numéro hors-série de Pilota, la revue de la Fédération française de pelote basque, consacré à Maurice Abeberry à la suite de son décès, Nelson Paillou, le Président du Comité National Olympique et Sportif Français, écrira de lui : « Sa haute compétence, son affabilité, son extrême gentillesse, son sens de l'humain, son profond respect de l'autre, son souci permanent de l'équité et sa droiture (seul domaine où il savait se montrer inflexible) ont rapidement fait l'unanimité. On écoutait, avec respect et confiance, le message de Maître Abeberry, toujours clair, pédagogique, message qui atteignait d'autant plus facilement sa cible qu'il était porté par une voix douce et chaleureuse ».

## L'autorisation des paris sur la pelote basque
L'article 1965 du code civil qui interdit les actions en justice  en matière de dette de jeu ou de paiement d'un pari a pour exception les jeux propres à exercer au fait des armes, les courses à pied ou à cheval, les courses de chariot, le jeu de paume et autres jeux de même nature qui tiennent à l'adresse et à l'exercice du corps.
Maurice Abeberry a avec André Cessart, qui rêve d'édifier un jaï-alaï à Paris, l'idée que les paris pourraient être autorisés en France lors des parties de cesta punta.
En 1987, ils publient un article sur Le pari en pelote basque aux États-Unis dans le deuxième numéro de la Revue juridique et economique du sport,.
Deux députés RPR et UDF des Pyrénées-Atlantiques, Michel Inchauspé et Alain Lamassoure, sont les auteurs, dès 1988, d'une proposition de loi sur le sujet qui n'aboutira pas.
Un amendement autorisant les paris en pelote basque est finalement voté avec l'article 68 de la loi no 96-314 du 12 avril 1996. Les paris sont confiés au Pari Mutuel Urbain et non à La Française des Jeux. Suit un décret d'application no 97-309 du 1er avril 1997 relatif aux paris sur les parties de pelote basque.
Mais ce n'est qu'à compter de l'arrêté du 11 décembre 2001 portant règlement du pari mutuel sur les parties de pelote basque que quatre type de paris peuvent être pratiqués dans ce cadre et leur règlement fixé. La voie est désormais libre à la construction puis à l'inauguration en mars 2006 du jaï-alaï de Pau, ville qui, avec Lescar et Oloron, accueille les 16e championnats du monde de pelote basque du 1er au 10 octobre 2010.
Conformément à l'article 2 du décret du 1er avril 1997, la fédération française de pelote basque établit un Code du Jai-Alai qui régit l'organisation des parties de pelote basque sur lesquelles des paris peuvent être engagés.

## Postérité
Durant l'année qui suivit son décès, Pantxoa Saint-Esteben a réalisé sur le site du col de Zizkoitz, des sculptures dans la roche en poudingue. Les Pierres réveillées / Harri Iratzartuak du col de Zizkoitz ont été réalisées grâce à la participation des souscriptions de l'association Hommage à Maurice Abeberry, de la Fédération française de pelote basque, du Barreau de Bayonne, de l'Institut Culturel Basque, de la commune d'Urrugne et de la S.H.E.M. Train à crémaillère de la Rhune.
Depuis la création, en 1991, des Championnats du Monde de Cesta Punta Professionnels, un groupe qui réunit des experts journalistes spécialisés élit le meilleur joueur de la compétition qui s’est démarqué tant au niveau sportif qu’au niveau de son attitude et qui a l'honneur de se voir remettre le Trophée « Maurice Abeberry » du meilleur joueur du mondial.
Un fronton municipal mur à gauche couvert porte son nom à Brive.
En 2018, l’association Hommage à Maurice Abeberry / Maurice Abeberry Omendua souhaite marquer le trentième anniversaire de la disparition de Maurice Abeberry sur les pentes de la Rhune/Larrun et, le 17 mars 2018, les « Amis de Maurice Abeberry » se réunissent au col de Zizkoitz, sur le site des sculptures « les Pierres Réveillées / Harri Iratzartuak » réalisées par Pantxua Saint Esteben, pour honorer sa mémoire.
En mai 2021, Euskal Kultur Erakundea / Institut Culturel Basque met en ligne sur mintzoak, son portail de la mémoire orale du Pays basque nord, un recueil numérique de témoignages et documents d'archives dédié à Maurice Abeberry et intitulé Maurice Abeberry gogoan. Une présentation en est faite, le 27 mai 2021, à la presse,.

## Écrits
Le Projet de constitution du Maréchal Pétain (Bordeaux, 1951, thèse de droit).
Carnet de route des ballets basques Oldarra (Gazette de Biarritz, décembre 1956-mai 1957).
En 1957, la revue culturelle Gure herria publie un texte de Maurice Abeberry : Deux nouveaux disques basques. Un disque "Oldarra" (Bayonne, no 29-6, p. 346-347).
Lors des Jeux Olympiques de Mexico, la pelote basque est sport de démonstration. Membre dirigeant de la délégation française en compagnie du président Darmendrail, il écrit à leur retour Mexico 1968, un article publié l'année suivante dans le Bulletin du Musée Basque (Bayonne, no 44, 2e trimestre 1969, p. 89-96).
Organisés par la Fédération française, les VIIIes championnats du monde de pelote basque se déroulent à Biarritz, Bayonne et Saint-Pierre d'Irube du 1er au 10 septembre 1978. En avril 1979, les journalistes de Sud-Ouest Pierre Sein et Daniel font paraître sous ce titre aux éditions Marrimpouey jeune (Pau) le récit de l'ensemble de ces championnats. La postface est rédigée par quatre membres de la Fédération (p. 169-185) et Maurice Abeberry signe Joies et soucis d'un président (p. 171-173).
Maurice Abeberry a été à deux reprises le préfacier d'Eskutik (Louis Toulet) : en 1979, pour La pelote basque : histoire, technique et pratique publié aux éditions Vecchi  (ISBN 2851770934) puis, en 1984, pour La Fabuleuse histoire de la pelote basque publié aux éditions Edisud  (ISBN 2-904210-00-8)
(En 1980, l'hebdomadaire Punto y hora de Euskal Herria publie un entretien de Pascual Belantz sous le titre de Maurice Abeberry, una voz de Euskadi Norte : "cuando no se quiere oír las voces y los gritos, desgraciadamente se acaban oyendo los estampidos de las bombas y las metralletas" (no 169 du 27 mars 1980, p. 15-18).
En 1985, il est l'auteur de la notice du disque 33 t Michel Etcheverry chante le Pays Basque publié par la maison bayonnaise Agorila (Agorila AG7097).
Abeberry, M. et Cessart, A., Le pari en pelote basque aux États-Unis, Revue juridique et économique du sport, Paris, 1987, no 2, p. 145-148.